# Vera Cruz (Rondônia)
Pour les articles homonymes, voir Veracruz (homonymie).
Vera Cruz est une commune de l'État du Rondônia.